# (5490) Burbidge
(5490) Burbidge es un asteroide perteneciente al cinturón de asteroides descubierto el 24 de septiembre de 1960 por Cornelis Johannes van Houten en conjunto a su esposa también astrónoma Ingrid van Houten-Groeneveld y el astrónomo Tom Gehrels desde el Observatorio del Monte Palomar, Estados Unidos.

## Designación y nombre
Designado provisionalmente como 2019 P-L. Fue nombrado Burbidge 
en honor a E. Margaret Burbidge, astrónomo de la Universidad de California en San Diego. Conocida por sus investigaciones de galaxias y cuásares. Durante 1972 a 1973, ejerció como jefa del Observatorio Real de Greenwich, la única directora en sus 300 años de historia.

## Características orbitales
Burbidge está situado a una distancia media del Sol de 2,303 ua, pudiendo alejarse hasta 2,578 ua y acercarse hasta 2,028 ua. Su excentricidad es 0,119 y la inclinación orbital 3,233 grados. Emplea 1276,89 días en completar una órbita alrededor del Sol.

## Características físicas
La magnitud absoluta de Burbidge es 13,9. Tiene 3,573 km de diámetro y su albedo se estima en 0,418. 